# Valerio Vallero
Valerio Vallero (Susa, 1º aprile 1893 – Monte Nero, 16 giugno 1915) è stato un militare italiano, che venne decorato con due medaglie d'argento al valor militare per la sua partecipazione alla conquista del Monte Nero (16 giugno 1915).
Terzo ed ultimo figlio del Cav. Bernardo Vallero e di Maria Blais, a 18 anni iniziò gli studi al Politecnico di Torino.

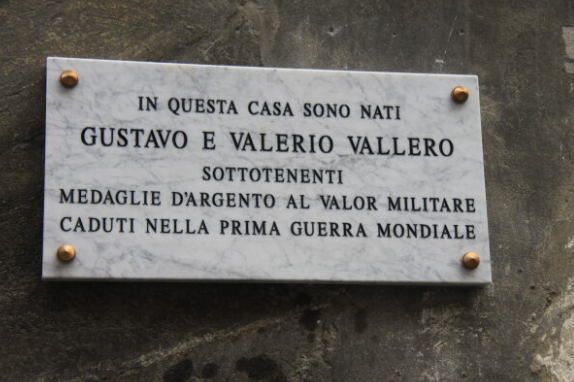
Lapide commemorativa

In occasione del centenario della fine della Prima Guerra mondiale, i generali Giorgio Grande Uff. Blais e Valerio Uff. Blais fecero inaugurare una lapide, in ricordo di Valerio e Gustavo, ubicata in Via Fratelli Vallero 28 a Susa.

Il Comune di Torino gli ha intitolato una via nel quartiere Barriera di Milano.